# Irino-Preis
Der Irino-Preis (japanisch 入野賞 Irino-shō, englisch Irino Prize) ist ein japanischer Musikpreis, der im Rahmen eines internationalen Kompositionswettbewerbs für junge Komponisten vergeben wird. Er wurde zu Ehren des japanischen Komponisten Irino Yoshirō (1921–1980) gestiftet. Die Irino Prize Foundation, welche nach dem Tod Yoshirōs 1980 von seiner Witwe Reiko Takahashi Irino in Zusammenarbeit mit den Komponisten Maki Ishii, Jōji Yuasa und Yoriaki Matsudaira gegründet wurde, administriert den Wettbewerb. Für 2018 wurde der Preis zum 38. Mal ausgeschrieben.
Der Preis wird seit 1981 vergeben; mit dem Jahre 1982 erfolgte die jährlich alternierende Vergabe in den Kategorien Orchestermusik und Kammermusik. Im Zeitraum von 1982 bis 1988 wurden die Tonschöpfer nur für neue Auftragskompositionen ausgezeichnet. Seitdem werden bereits fertiggestellte Werke bedacht. Seit der Vergabe 2010 werden anstelle von Orchestermusiken Werke in der Kategorie Kammerorchester ausgezeichnet. Der Preis kann den derzeitigen Regularien entsprechend unabhängig von der Nationalität an unter Vierzigjährige vergeben werden. Die Preisgelder belaufen sich derzeit auf 500.000 Yen (ca. 3.500 Euro) und 200.000 Yen (ca. 1.500 Euro). Reiko Irino zufolge führen Irino-Preisvergaben in der Regel zu einer erhöhten internationalen Aufmerksamkeit für den jeweiligen Komponisten, z. B. in Form von Einladungen zu Musikfestivals.
Der ständigen Jury gehören sieben japanische Komponisten an: Jōji Yuasa, Yoriaki Matsudaira, Satoshi Tanaka, Takayuki Rai, Mari Takano, Masahiro Miwa und Haruyuki Suzuki. Diese wird durch den Gastjuror Yasuaki Itakura (Dirigent und Musikdirektor der Tokyo Sinfonietta) ergänzt.

## Preisträger
Orchesterwerk
- 1981: Masanori Fujita
- 1982: Toshio Hosokawa
- 1984: Mamoru Fujieda
- 1986: Isao Matsushita
- 1988: Satoshi Tanaka
- 1990: Claudio Cojaniz
- 1992: Caspar Johannes Walter
- 1994: Kumiko Omura
- 1996: Ignacio Baca Lobera
- 1997: Taizō Hida
- 1998: Ana Mihajlovic
- 2000: Gyu-Bong Yi
- 2002: Siraseth Pantura-umporn
- 2004: Diana Rotaru
- 2006: keine Vergabe
- 2008: Rica Narimoto

Kammermusikwerk
- 1981: Takayuki Rai
- 1983: Takashi Koto und Mari Takano
- 1985: keine Vergabe
- 1987: Mia Schmidt und Cort Lippe
- 1989: Masahiro Miwa (1. Preis); Julian Yu, James Harley und Mike Vaughan (2. Preis)
- 1991: Jia Daqun
- 1993: Claude Lenners
- 1995: Victor Kissine und Haruyuki Suzuki
- 1999: Jun Yamaguchi
- 2001: Emanuele Casale
- 2003: Boris Filanovski
- 2005: Peter Gahn
- 2007: Evis Sammoutis, Jasna Veličković und Tomi Räisänen
- 2009: Giovanni Enrico Lo Curto
- 2011: Rafael Nassif und Alberto Rampani
- 2013: Richard Perrin und Keitarō Takahashi
- 2015: Naoki Sakata und Rafael Nassif
- 2017: Tak Cheung Hui und Jouni Hirvelā
- 2019: Jesse Broekman und Utku Asuroglu
- 2020: Jaime Belmonte
- 2021: Demian Rudel Rey und Zhuosheng Jin
- 2022: Yuji Yao und Tsu-Yao Yang
- 2023: Yuheng Chen

Kammer-/Orchestermusikwerk
- 2010: Yair Klartag
- 2012: Nicolas Tzortzis
- 2014: Ying Wang
- 2016: Takahiro Kuroda
- 2018: Marisol Jiménez
- 2020: Marco Longo
- 2022: Caterina Di Cecca